# تشارلتون إيجل
تشارلتون إيجل (بالإنجليزية: Charlton Eagle)‏ مواليد 30 نوفمبر 1963 في جوهانسبرغ، جنوب أفريقيا، هو لاعب كرة مضرب أسترالي سابق بدأ مسيرته كمحترف سنة 1986 وكان يلعب باليد اليمنى. أعلى تصنيف له في الفردي كان المركز الـ 255 في سنة 1987. أعلى تصنيف له في الزوجي كان المركز الـ 286 في سنة 1987.

## النهائيات

### الزوجي: (1)
| الرقم | السنة | الدورة             | الأرضية | الشريك  | المنافس في النهائي | النتيجة في النهائي |
| ----- | ----- | ------------------ | ------- | ------- | ------------------ | ------------------ |
| 1.    | 1988  | تاسمانيا، أستراليا | سجاد    | بول ميك | شين بر روجر رشيد   | 7–6, 4–6, 7–6      |

## روابط خارجية
- تشارلتون إيجل على موقع رابطة محترفي التنس (الإنجليزية)
- تشارلتون إيجل على موقع الاتحاد الدولي لكرة المضرب (الإنجليزية)
- تشارلتون إيجل على موقع خلاصة التنس.كوم (الإنجليزية)